# ロバート・キャパ
ロバート・キャパ（Robert Capa [ˈɹɔbətˈkæpə | ˈɹɑ(ː)bɚtˈkæpə], 1913年10月22日 - 1954年5月25日）は、ハンガリー生まれの写真家。
本名はフリードマン・エンドレ・エルネー（Friedmann Endre Ernő [ˈfriːdmɒn ˈɛndrɛ]）。フランス語読みのアンドレ・フリードマン（André Friedmann [ɑ̃dʁe.fʁidman]）と表記されることもある。同じく写真家で、1974年にICP（国際写真センター）を創設したコーネル・キャパは弟。
スペイン内戦、日中戦争、第二次世界大戦のヨーロッパ戦線、第一次中東戦争、および第一次インドシナ戦争の5つの戦争を取材した20世紀を代表する戦場カメラマン、報道写真家として有名である。「ロバート・キャパ」と銘打たれた初期の作品群は、実際には、親しくしていたゲルダ・タローとの共同作業によるものである。スペイン内戦で親交を持ったヘミングウェイ、アルジェで知り合ったスタインベック、ピカソら多方面の作家・芸術家たちとの幅広い交際も有名である。

## 生涯
フリードマンは1913年10月22日、洋服店を営んでいたユダヤ系（アシュケナジム）の父フリードマン・デジェー（Friedmann Dezső、[ˈfriːdmɒnˈdɛʒøː]）と母ベルコヴィッチ・ユリアンナ・ヘンリエッタ（Berkovits Julianna Henrietta、[ˈberkovit͡ʃˈjuliɒnːnɒˈhenriettɒ]）の次男として、ハンガリーのブダペストに生まれる。
1919年に福音派の学校に入学、1923年にマダーチ・イムレ・ギムナジウムに入学。1931年に共産党の左翼運動に加担した容疑で逮捕される。釈放後はドイツのベルリンにわたり、ドイツ政治高等専門学校ジャーナリズム科に入学。1932年に大恐慌が発生、両親からの仕送りが期待できなくなったため、写真通信社「デフォト」の暗室係として働き始める。同時期に彼にとってデビュー作品となるデンマークの首都・コペンハーゲンで講演するレフ・トロツキーの写真を撮影している。1933年にはユダヤ人排斥が激しくなり母と弟はアメリカへ亡命した（父デジェーはブダペストに残ったが、その後の消息については分かっていない）。フリードマンもベルリンを脱出し一時ウィーンに身を寄せ、その後ブダペストに帰省しヴェレシュ旅行社のカメラマンとなる。翌年にフーク・ブロック通信社の臨時雇いとなる。
1933年9月、フランスのパリに拠点を構えたものの、フリードマンの写真はほとんど買ってもらえず、わずかに売れた場合でもひどく安値で、まともに生活できるほどの生活費が得られない状態だった。あまりに困窮したため、同時期にパリに在住していた川添浩史のアパルトマンに入り込むこともあったという。1934年、ドイツから逃れてきた同じユダヤ人仲間の写真家ゲルダ・タローと仕事を通して出会う。ゲルダは既に偉大な業績があるアメリカ人カメラマン「ロバート・キャパ（Robert Capa）」なる人物を創り出し、フリードマンはその人物になりすまして、写真を持ち込み売り込んでいたとされる。そのころフリードマンはゲルダと同棲するようになっていた。
フランスの写真週刊誌『ヴュ』の1936年9月23日発刊の号に彼らの写真が採用され、「死の瞬間の人民戦線兵士」というタイトルが付され、さらに翌年その写真が、大きな発行部数を誇り影響力の大きかったアメリカのグラフ誌『LIFE』の1937年7月12日の号に転載された際に撮影者の名前に「ロバート・キャパ」と記されていたことで、この名が一躍知られることとなった。この写真が、いわゆる「崩れ落ちる兵士」と呼ばれている写真である。この写真を公表したころから、ゲルダの企みがばれてしまい、フリードマンは自らを「ロバート・キャパ」と名乗るようになった。この写真は、これらの雑誌に掲載された時に写真の下に付記されていたタイトルや解説などが信じられることによって「1936年7月のスペイン内戦が勃発した時期にゲルダと従軍し、9月、コルドバ戦線で頭部を撃ち抜かれ倒れる瞬間の人民戦線兵士を撮ったものだ」と世界の人々から見なされた。しかし近年の研究で、この写真は演習中を撮影したものであり、さらに被写体の兵士は死んでおらず、また撮影者もキャパではなくゲルダであると指摘されている。
ゲルダが1937年7月26日、スペイン内戦の取材を行っていた際に、事故に巻き込まれ死亡した。1938年、アンドレ・ケルテス監修のもと、キャパはゲルダとの共著として初の写真集「生み出される死（Death In The Making）」を発表。同年に映画監督のヨリス・イヴェンスとともに日中戦争を取材、漢口で撮影した初のカラーフィルムが雑誌『LIFE』に掲載される。1939年にアメリカ合衆国に移り、翌年に永住権を得る。1940年にメキシコに数ヶ月滞在し大統領選を取材。1941年から翌年にかけて、『コリアーズ』の特派員として大西洋護送船団に乗り込み、ロンドンへ渡り取材している。1941年にはアイダホ州サンバレーへ渡り、盟友のヘミングウェイのもとを訪れて彼を撮影している。1943年3月から5月にかけて北アフリカ戦線、7月にイタリア戦線を取材。その間に『コリアーズ』の契約を解除されてしまうが、知己のあった『ライフ』と契約した。
1944年にはノルマンディー上陸作戦を取材。第1歩兵師団第16歩兵連隊第2大隊E中隊に従軍した。最大の戦死者を出したオマハ・ビーチにてドイツ軍と連合軍が入り乱れる中、100枚以上の写真を撮影した。しかし現像の際に興奮した暗室助手のデニス・バンクスが乾燥の際にフィルムを加熱しすぎてしまったために感光乳剤が溶け、まともな写真として残っているものは11枚しかなかった（8枚という説もある）。これが後に彼の写真著書『ちょっとピンぼけ』のタイトルに反映されたという。8月にはパリ解放を撮影。同年12月のバルジの戦いを経て、1945年の終戦まで取材した。
戦後の1946年にアメリカ市民権を獲得し、イングリッド・バーグマンやピカソら著名人を撮影した。特にバーグマンとは恋仲になったものの、結婚するまでに至ることはなく別れている。1947年にアンリ・カルティエ＝ブレッソン、デヴィッド・シーモア、ジョージ・ロジャーらと国際写真家集団「マグナム」を結成。同年にジョン・スタインベックらと共にソビエト連邦へ旅行に向かう。1948年にはイスラエルの建国を契機に、第一次中東戦争などを3回にわたって取材した。
1954年4月に日本の写真雑誌『カメラ毎日』の創刊記念で来日、市井の人々を取材した。程なく東京で『ライフ』から第一次インドシナ戦争の取材依頼を受け、北ベトナムに渡る。5月25日、午前7時にナムディンのホテルを出発、タイビン省のドアイタンにあるフランス軍陣地に向かう。午後2時30分ころドアイタンに到着。2名の後輩カメラマンと共にフランス軍の示威作戦へ同行取材中の午後2時55分、ドアイタンから約1キロの地点にある小川の堤防に上った際に地雷に抵触、爆発に巻き込まれ死亡した。

## ロバート・キャパ賞
キャパにちなんで、報道写真を対象としたロバート・キャパ賞（Robert Capa Award）が、Overseas Press ClubによるOverseas Press Club Awardsの1部門として設けられている。
日本人では1970年に沢田教一がカンボジア内戦を取材中に銃撃で没した後に受賞している。
2000年から2001年にかけ「20世紀と人間 ロバート・キャパ賞展」が日本国内各所で開催された。

## 日本との関わり
1935年に南仏カンヌで、川添浩史と井上清一らと知り会い、一時期彼らのアパートに居候するほど親しく交流し、彼らに金を借りてライカを買ったという。川添や井上の友人である原智恵子、丸山熊雄、きだみのる、坂倉準三、毎日新聞パリ支局長の城戸又一夫妻など、パリ在住の日本人らと交流し、城戸からは月20ドルのアルバイトを得ていた。キャパの恋人であるゲルダが使ったペンネーム「ゲルダ・タロー」は当時パリに在住していた岡本太郎にちなんだものとされる。1954年には、毎日新聞の招待で来日しており、東京のほか、熱海、焼津を経て、京都、奈良、大阪などを訪れており、皇居での昭和天皇や、メーデー、大阪城や四天王寺、清水寺にむかう参道や東大寺の大仏、天理教教会本部などを収めた写真が残されている。
著書（訳書）
- 『ちょっとピンぼけ Slightly out of Focus 』
川添浩史・井上清一訳、ダヴィッド社、1956年、新版1980年
筑摩書房<ちくま少年文庫> 1978年。文春文庫、初版1979年
- 『戦争　そのイメージ IMAGES OF WAR 』
井上清一訳、ダヴィッド社、初版1974年、新版1989年ほか
- 『ロバート・キャパ ちょっとピンぼけ文豪にもなったキャパ』 クレオ、2002年、ISBN 4877360689
マグナム・フォト東京支社監修で、手書き原稿や未公開作品を含んだ写文集

## 日本語文献
※版元品切も含む。なお2004年はキャパ没後50年で多くの出版があった。
- 『ロバート・キャパ写真集』 岩波文庫、2017年。キャパ・アーカイブ編
- 『ロバート・キャパ』 桐谷武訳、創元社〈ポケットフォト〉、2011年。小冊子・作品70点・解説、年譜、参考文献を収録。
- 『CAPAS EYE－ロバート・キャパの眼が見た世界とニッポン』 CAPA編集部編、学研、2004年
- 『ロバート・キャパ 戦争』 クレヴィス、2025年

以下は写真集・大判
- 『ロバート・キャパ写真集 フォトグラフス』 沢木耕太郎訳・解説、文藝春秋、1988年、ISBN 9784163803005
- 『ロバート・キャパ写真集 戦争・平和・子どもたち』 河津一哉訳、宝島社、1991年
解説・リチャード・ウェーラン、コーネル・キャパ。新装普及版、1992年。宝島社文庫、2001年で再刊
- 『ロバート・キャパ 決定版』 ファイドン、2004年。リチャード・ウェーラン編
- 『ロバート・キャパ 時代の目撃者』 リチャード・ウェーラン編・解説、原信田実訳、岩波書店、1997年
- 『ロバート・キャパ スペイン内戦』 高田ゆみ子訳、岩波書店、2000年
レイナ・ソフィア国立美術館収蔵の内戦取材写真の初集大成、リチャード・ウェーランらが解説

回想・評伝
- リチャード・ウェーラン Richard Whelan、沢木耕太郎訳、文藝春秋、1988年
『キャパ その青春』　ISBN 4163424105
『キャパ その死』　ISBN 4163425608
  - 文春文庫（3分冊）、2004年
『キャパ その青春』　ISBN 4167651394
『キャパ その戦い』　ISBN 4167651408
『キャパ その死』　ISBN 4167651416
- アレックス・カーショウ 『血とシャンパン　ロバート・キャパ－その生涯と時代』 野中邦子訳、角川書店、2004年
- 加藤哲郎 『戦争写真家ロバート・キャパ』 筑摩書房<ちくま新書>、2004年
- 横木安良夫 『ロバート・キャパ 最期の日』 東京書籍、2004年、ISBN 4487800110
- 沢木耕太郎 『キャパの十字架』 文藝春秋、2013年／文春文庫、2015年。文藝春秋掲載（初出：2013年1月号）を改稿。
- 沢木耕太郎 『キャパへの追走』 文藝春秋、2015年／文春文庫、2017年。続編
- ベルナール・ルブラン/ミシェル・ルフェーブル 『ロバート・キャパ』太田佐絵子訳、原書房、2012年
- 吉岡栄二郎 『ロバート・キャパの謎 「崩れ落ちる兵士」の真実を追う』 青弓社〈写真叢書〉、2014年、ISBN 9784787273567
- マーク・アロンソン/マリナ・ブドーズ『キャパとゲルダ　ふたりの戦場カメラマン』原田勝訳、あすなろ書房、2019年、ISBN 9784751529416

## ミュージカル
- 宝塚歌劇団宙組公演 バウ・ミュージカル『ロバート・キャパ 魂の記録』（2012年1月27日 - 2月7日：宝塚バウホール[注釈 2]、2012年2月15日 - 2月20日：日本青年館大ホール、2014年2月4日 - 2月28日[注釈 3]：中日劇場）